# Rage (comics)
Pour les articles homonymes, voir Rage.
Rage est un personnage de fiction, super-héros appartenant à l'univers de Marvel Comics. Créé par le scénariste Larry Hama et le dessinateur Paul Ryan, il est apparu pour la première fois dans le comic book Avengers #326 en 1990.

## Biographie du personnage

### Origines
Élevé par sa grand-mère, Elvin Haliday venait d'avoir 13 ans quand il fut aspergé de produits chimiques, en voulant échapper à de jeunes voyous. Le jeune Elvin retourna chez lui. Mais les produits firent muter son corps, lui donnant l'apparence d'un colosse âgé d'une trentaine d'années. Encouragé par sa grand-mère, Edna, il devint un super-héros nommé Rage.

### Membre des Vengeurs
Peu après, il affronta les Vengeurs, puis demanda à faire partie de l'équipe, en insistant sur le fait qu'il n'y avait pas de membres noirs. Il épaula l'équipe durant une mission, puis fut inscrit sur la liste des membres réservistes.
Après une émeute raciale causée par le Maître de la Haine, les New Warriors et lui affrontèrent les Fils du Serpent. Les Vengeurs arrivèrent et c'est Captain America qui régla la situation.

### Membre des New Warriors
Durant la bataille, il fut révélé que Rage n'était encore qu'un jeune garçon, et qu'il ne pouvait donc faire partie des Vengeurs. Mais il fut accepté comme stagiaire. Rage fut très déçu, mais il aida les New Warriors à voler un Quinjet pour une mission, ce qui lui coûta sa place. Il rejoint donc les New Warriors à plein temps.
Peu après, sa grand-mère fut tuée dans une bagarre de rue entre bandes rivales. Andrew Chord, qui avait été le tuteur de Night Thrasher, fit de même avec le jeune Elvin.
Quand Andrew et Night Thrasher furent chassés de l'équipe, Rage se fit mentor de leurs anciens ennemis, Psionex.
Toujours amis, Rage et Night Thrasher prirent les choses en main et sauvèrent Namorita, retenue prisonnière par un groupe para-militaire, Undertow. Tous trois retournèrent chez les New Warriors, jusqu'à ce que Night Thrasher décide de dissoudre officiellement l'équipe.
Elvin reprit alors ses études, mais Speedball lui demanda de revenir dans la nouvelle incarnation de l'équipe basée à NYC. Elvin refusa, préférant se consacrer à sa vie d'étudiant.
Il refit surface pour aider les Vengeurs contre la fée Morgane et juste avant leur dissolution.
Lors du crossover Civil War, Rage resta du côté de son modèle Captain America, luttant contre Superhuman Registration Act. Il s'échappa du convoi qui conduisait les rebelles en prison.

### Après Civil War
À la fin du story-arc Civil War, on revit Rage faire partie d'un groupe de jeunes super-héros intégrant l'école de formation lancée pour l' Initiative. Avec eux, il tenta d'arrêter Hulk et son armée pendant World War Hulk, mais fut battu et fait prisonnier par les Warbound.
Rage quitta ensuite l'Initiative et suivit Justice, qui forma Counter Force.

## Pouvoirs et capacités
- Rage possède une force et une endurance surhumaines.
- C'est un cogneur d'une force exceptionnelle. Il est probablement de la classe des 100 tonnes car sa force augmente comme celle de l'incroyable Hulk. C'est l'un des héros les plus puissants de la terre. De plus, il possède un bon niveau de combat de rue et a été entraîné par Captain America et Night Thrasher.
- Rage est très rapide, il a une fois dépassé la vitesse d'un train.